# Селетарська мова
Селетарська мова (селетар, оранг-селетар) — мова нечисельної групи морських кочівників селетарів (малай. Orang Seletar), що живуть на берегах Джогорської протоки, яка розділяє Півострівну Малайзію і Сингапур. Раніше вони мешкали по обидва боки протоки, тепер живуть лише в Малайзії (штат Джогор). Чисельність народу становить 1407 осіб (2003, COAC).
За класифікацією, яку наводить проект Ethnologue, селетарська мова зараховується до малайської підгрупи малайсько-чамських мов, складової австронезійської мовної сім'ї. Селетарська мова також включається до складу малайської макромови (msa).
Можливо, її слід розглядати лише як діалект малайської мови (zlm). До такого висновку прийшов, зокрема, французький етнолог Крістіан Пелрас (фр. Pelras Christian, 1972) на підставі аналізу наявного на той час словника селетарської мови. 85% селетарських слів, за його даними, були малайськими, основні відмінності полягали в недомовлянні слів і випаданні певних проміжних звуків. Наприклад, малайське слово darat (земля) у селетарів приймає форму da' , малайське nyamuk (комар) стає nye' , малайське jawab (відповідь) стає job і т.д. Ще 5% селетарських слів також наявні в малайській мові, але мають трохи інше значення, наприклад, tana малайською означає «земля», а селетарською «бруд», adi' — відповідно «молодший брат» і «дитина», tebal —  «товстий» і «широкий». 10% селетарських слів, що залишилися, не мають аналогів у малайській мові. Деякі з них, здається, мають відповідники у деяких мовах, поширених на острові Калімантан. Проте є й слова, для яких Пелрасу не вдалося знайти аналогів. Цікавим, якщо говорити про спорідненість мов малайських народів Півострівної Малайзії, є те, що серед 15% немалайських слів у селетарській мові майже немає таких, які були б спільними із сусідньою дуанською мовою.
Свіжі дані, отримані під час польових досліджень, опублікували в 2015 році Кевін Блісет і Дірк Елзінга. В результаті опитування носіїв селетарської мови ними був складений список загальної лексики у відповідності із загальноприйнятим списком Сводеша (англ. Swadesh list). Відповіді респондентів були записані на цифровий диктофон, а потім розшифровані за допомогою Міжнародного фонетичного алфавіту. Як і висновки Пелраса, ці дані фіксують близьку лексичну спорідненість селетарської мови з малайською. Багато слів є точно такими ж, як і відповідні слова в малайській мові; інші отримані із малайських слів шляхом простих фонологічних змін. Невелика група слів, як видається, є унікальними для цієї мови, без очевидного зв'язку з малайською. Такі характеристики вказують на діалект малайської, а не на зовсім самостійну мову.
Проте є також вагомі антиаргументи цієї тези. По-перше, селетарська мова не є зрозумілою для малайців. По-друге, і малайці, й селетари ставляться до малайської та селетарської як до окремих мов. Крім того, існують, як видається, істотні граматичні відмінності між цими двома мовами. Наприклад, деякі з афіксів, обов'язкові для малайської мови, не з'являються в мові селетарів. Одним із прикладів цього є активний префікс meN- з малайської мови. Багато селетарських дієслів відповідної форми відкидають цей префікс. Ще більш переконливою є номіналізація малайського суфіксу -an, який не з'являється у селетарській мові взагалі. Як останній приклад, селетарська мова, як видається, має унікальний метод утворення заперечних дієслів, що значно відрізняється від відповідного способу, який використовується малайською мовою.
Дані досліджень Блісета і Елзінга були записані за допомогою Міжнародного фонетичного алфавіту. Це дає цінну інформацію про те, як насправді вимовляються селетарські слова. Проте це лише початок досліджень. Ця мова все ще вимагає величезної кількості додаткового вивчення і записів, перш ніж вона буде збережена в достатній мірі.
Учасники дослідження звертали увагу також на сучасний стан селетарської мови і середовища її функціювання. Було встановлено, що представники старшого й середнього поколінь селетарів спілкуються між собою виключно або переважно рідною мовою, але молодше покоління та люди, що живуть за межами громади, частіше користуються малайською. Склалася ситуація, коли з кожним поколінням все менше стає носіїв селетарської мови, і, що є ще більш тривожним, селетари все рідше вчать рідній мові своїх дітей. Таким чином, спостерігається стала тенденція поступового витіснення селетарської мови стандартною малайською мовою, процес, характерний і для мов інших корінних народів Півострівної Малайзії,. Недарма ЮНЕСКО зараховує селетарську мову до числа таких, яким загрожує серйозна небезпека зникнення.
Власної писемності селетарська мова не має.